# Kleinkastell Scheveningseweg
Das Kleinkastell Scheveningseweg ist ein vermutetes römisches Auxiliarkastell der Küstenverteidigung des Niedergermanischen Limes. Es wird auf dem Gebiet von Den Haag in der niederländischen Provinz Zuid-Holland lokalisiert.
Auch wenn von der Befestigungsanlage selbst noch keine archäologischen Befunde nachgewiesen werden konnten, lassen die Befunde eines Vicus, der stark militärisch geprägt war, eine solche Vermutung mit hoher Wahrscheinlichkeit zu.

## Lage und Forschungsgeschichte
In römischer Zeit befand sich der Siedlungsplatz auf einem alten Strandwall, an der Kreuzung einer Straße, die durch das Dünengebiet führte, mit einer Straße, welche die Küste mit dem Landesinneren verband und zum Forum Hadriani führte. Im modernen Siedlungsbild befindet sich der Fundort am Scheveningseweg, einer Allee, die Den Haag mit Scheveningen verbindet.
Zwischen 1984 und 1987 wurde auf dem Gelände eine Fläche von etwa 50 m mal 50 m (= 2500 m²) archäologisch untersucht, wobei die Überreste zweier aufeinanderfolgender römischer Siedlungen gefunden wurden, die seit dem Mittelalter von einer meterdicken Sandschicht bedeckt waren. Die fundtragenden Straten selbst waren durch eine Flugsandschicht voneinander getrennt. Die jüngere Schicht wurde als Vicus eines römischen Kleinkastells interpretiert.

## Beschreibung
In der unteren, älteren Schicht, befanden sich die Spuren einer Siedlung, die aus einem indigenen Dorf der Cananefaten hervorgegangen war und in der ersten Hälfte des zweiten Jahrhunderts errichtet wurde. Spuren eines dreischiffigen Bauernhofes, eines Brunnens und von Gräben konnten identifiziert werden. Im Gegensatz zur Folgephase wurde hauptsächlich einheimische Keramik und nur wenige römische Importe geborgen.
Gegen Ende des zweiten Jahrhunderts wurde eine neue Siedlung errichtet, von der fünf parallel zueinander angeordnete einschiffige Baustrukturen zeugen, deren größte 4,5 m mal 15 m misst. Südlich der Gebäude fanden sich zahlreiche Brunnen, ein Graben und eine Vielzahl von Gruben. Schätzungsweise konnten etwa 10 bis 15 Prozent der Siedlungsfläche untersucht werden.
Art und Quantität der Funde (Terra Sigillata, Glas, Münzen und Bronzegegenstände) weisen auf einen gewissen Wohlstand und einen hohen Romanisierungsgrad hin. Römische Importkeramik dominierte gegenüber einheimischer Ware in einem Verhältnis von 9:1. Die beträchtliche Menge von insgesamt 41 Münzen weist auf eine ausgeprägte Geldwirtschaft hin. Rein auf Grundlage der Münzfunde basierend, müsste die Siedlung von etwa 190 bis circa  240 bewohnt gewesen sein. Zwei Antoniniane aus der Zeit um 270, einer von Claudius Gothicus und einer von Victorinus, deuten laut Jan Adriaan Waasdorp möglicherweise auf eine kurzlebige Wiederbesetzung während des Imperium Galliarum (260–274) hin. Eine große Anzahl von Fragmenten von Gussformen, Fehlgüssen und Gussresten zeigen, dass auf dem Gelände Bronzeobjekte produziert wurden.
Bedeutsam für die Interpretation der jüngeren Siedlung ist die hohe Anzahl an Militaria, darunter Gewandnadeln militärischen Charakters, Beschläge, Waffenteile, Ausrüstungs- und Rüstungsgegenstände. Noch bedeutsamer ist der Fund des Fragments einer Gussform, die zur Herstellung eines Schwertgürtelhalters (Cingulum militare) diente, zeigt sie doch eindeutig, dass Militaria vor Ort hergestellt wurden. Auch die Münzreihe, deren Verteilung in etwa der des Keinkastells Ockenburgh entspricht, gilt als ein Indiz für eine militärische Präsenz. Darüber hinaus könnte die hohe Anzahl von Schweineknochen unter den Knochenfunden für eine soldatische Ernährung sprechen.